# Лежень індійський
Лежень індійський (Burhinus indicus) — вид сивкоподібних птахів родини лежневих (Burhinidae).

## Таксономія
Раніше таксон розглядався як підвид Burhinus oedicnemus, але індійська популяція відрізнялася забарвленням оперення та осілим способом життя. У 2005 році Памела Расмуссен запропонувала підняти таксон до рівня виду.

## Поширення
Птах поширений в Південній та Південно-Східній Азії. Мешкає в просторих сухих листяних лісах та рідколіссях, заростях чагарників, на кам'янистих схилах.

## Опис
Птах завдовжки до 41 см. Забарвлення коричневе з піщаними смужками. Навколо очей є кільце кремового кольору. Очі великі, жовтого кольору. В стані спокою на крилі видно широку бліду смугу.

## Спосіб життя
Трапляється в сухих листяних лісах і тернових лісах, на берегах річок, гаях і навіть садах. Живиться комахами, хробаками, дрібними хребетними, інколи насінням. Сезон розмноження припадає на березень і квітень. Яйця відкладає прямо на землю, часто серед каміння. У кладці 2-3 яйця. Насиджує самиця. В цей час самець її охороняє.